# 1521 en philosophie
Chronologie de la philosophie
- 1517
- 1518
- 1519
- 1520
- 1521
- 1522
- 1523
- 1524
- 1525

L’année 1521 a été marquée, en philosophie, par les événements suivants :

## Publications
- Jean Dullaert : à titre posthume, sont publiées à  Paris, chez Michel Lesclencher et Bernard Aubry, deux essais, un Tractatus Terminorumm[1] et  Questiones in praedicabilia porphyrii'.